# Ashmolov muzej
Ashmolov muzej (uradno ime Ashmolov muzej umetnosti in arheologije, angleško Ashmolean Museum of Art and Archaeology) na ulici Beaumont, Oxford, Anglija, je prvi univerzitetni muzej na svetu. Njegova prva stavba je bila zgrajena med letoma 1678 in 1683 kot soba zanimivosti, ki jo je Elias Ashmole dal Univerzi v Oxfordu leta 1677. Po obsežni obnovi je bil muzej ponovno odprt leta 2009. Novembra 2011 so bile predstavljene tudi nove galerije, ki se osredotočajo na Egipt in Nubijo.

## Zgodovina
Zbirka vključuje razstavne predmete Eliasa Ashmola, ki jih je sam zbral, pa tudi predmete, ki jih je dobil od vrtnarjev, popotnikov in drugih zbiralcev, kot sta bila John Tradescant starejši in njegov sin. V zbirki so starinski kovanci, knjige, gravure, geološki in živalski primerki, med katerimi je  nagačeno telo zadnjega doda, videnega v Evropi. Muzej je bil odprt 24. maja 1683, naravoslovec Robert Plot je bil prvi kustos. Prvo stavbo, ki je postala znana kot Old Ashmolean, včasih pripisujejo siru Christopherju Wrenu in Thomasu Woodu.
Potem ko so bili različni eksponati preseljeni v nove muzeje, so stavbo Old Ashmolean na ulici Broad uporabljali kot pisarniški prostor za Oxford English Dictionary. Od leta 1924 je bila stavba urejena kot Muzej zgodovine znanosti z razstavami, tudi znanstvenih predmetov, ki jih je Lewis Evans (1853–1930) daroval Oxfordski univerzi, med njimi največjo svetovno zbirko astrolabov.
Sedanja stavba je iz let 1841–45. Zasnoval jo je Charles Cockerell v klasičnem slogu in stoji na ulici Beaumont. V enem krilu stavbe je Taylor Institution, fakulteta za moderne jezike univerze, ki stoji na vogalu ulic Beaumont in St. Giles. Stavba je iz let 1845–48 in jo je tudi oblikoval Charles Cockerell z uporabo grške arhitekture – jonski slog. Glavni muzej ima velike zbirke arheoloških primerkov in likovne umetnosti. Je ena najboljših zbirk prerafaelitskih slik, lončarstva – majolik in angleškega srebra. Na oddelku za arheologijo je zapuščina Arthurja Evansa z odlično zbirko grškega in minojskega lončarstva. Oddelek ima tudi obsežno zbirko starin iz starega Egipta in Sudana, v muzeju je  Griffith Institut za proučevanje egiptologije. Charles Buller Heberden je univerzi zapustil
1000 £, ki so jih uporabili za sobo s kovanci.
Leta 2012 je fundacija Andrewa W. Mellona muzeju podarila 1,1 milijona $ za univerzitetni program za izobraževanje (University Engagement Programme – UEP). Z njim se ukvarjajo trije kustosi in programski direktor, ki razvijajo uporabo muzejskih zbirk pri proučevanju in raziskavah na univerzi.

## Obnova
Notranjost Ashmolovega muzeja so v zadnjih letih obširno posodobili, v njem sta restavracija in velika trgovina s spominki.
Med letoma 2006 in 2009 so muzej razširili po načrtih arhitekta Ricka Mathra in z razstavnim oblikovanjem družbe Metaphor s pomočjo sklada Heritage Lottery. 98.200.000 $ je omogočilo obnovo petih nadstropij namesto treh, podvojili so razstavni prostor, naredili nove restavratorske studie in izobraževalni center. Obnovljeni muzej so ponovno odprli 7. novembra 2009.
26. novembra 2011 je Ashmolov muzej za javnost odprl nove galerije starega Egipta in Nubije. Drugi del večje prenove v muzeju omogoča razstavljanje predmetov, ki so bili že desetletja v skladišču, več kot podvojitev števila sarkofagov in mumij. Pri projektu je pomagal Sklad Linbury lorda Sainsburyja skupaj s Fundacijo Selz, Christianom Levettom ter drugimi skladi, fundacijami in posamezniki. Arhitekti Ricka Mathra so vodili prenovo in prikaz štirih prejšnjih egiptovskih galerij ter razširitev obnovljene Ruskinove galerije.
Knjižnica Sackler s starejšimi knjižničnimi zbirkami, odprta leta 2001, je omogočila razširitev zbirke knjig, ki se osredotoča na klasične civilizacije, arheologijo in umetnostno zgodovino.
Leta 2000 je bila pri vhodu v muzej odprta kitajska galerija, ki so jo zasnovali van Heyningen in Hawardovi arhitekti in je delno vključena v strukturo. Galerija je v spomeniško zaščiteni zgradbi stopnje 1 in je bila zasnovana, da bi omogočila prihodnjo gradnjo s svoje strehe. Poleg izvirnih Cockerellovih prostorov je ta galerija edini del muzeja, ki je bila ohranjena pri obnovi. To je edina muzejska galerija v Veliki Britaniji, namenjena kitajskim slikam.
- Informacijski pult v muzeju, 2014
- Vhod v muzej, marec 2015
- Pred muzejem, september 2014
- Pred muzejem, april 2014
- Razstava evropske keramike

## Zbirke
Najpomembnejše muzejske zbirke so:
- risbe: Michelangelo, Rafael in Leonardo da Vinci
- slike: Pablo Picasso, Giambattista Pittoni, Paolo Uccello, Anthony van Dyck, Peter Paul Rubens, Paul Cézanne, John Constable, Tizian, Claude Lorrain, Samuel Palmer, John Singer Sargent, Piero di Cosimo, William Holman Hunt in Edward Burne-Jones
- Alfredov zaklad
- Turnerjevi akvareli in slike
- Mesija, violina, ki jo je izdelal Antonio Stradivari
- arhiv družine Pissarro, podarjen v 1950-ih, vsebuje slike, risbe, knjige in pisma Camillea Pissarra, Luciena Pissarra, Orovide Camille Pissarro in drugih članov družine Pissarro[12]
- arabska ceremonialna obleka, last Lawrencea Arabskega
- posmrtna maska  Oliverja Cromwella
- precej je oksirinhijskih papirusov, tudi Stara zaveza in Nova zaveza (svetopisemski rokopisi)
- več kot 30 kosov poznorimskih zlatih steklenih medaljonov iz rimskih katakomb, tretja največja zbirka za Vatikanom in Britanskim muzejem[13]
- zbirka Posie rings (zlati prstani z verzi)
- obsežna zbirka eksponatov iz prazgodovinskega Egipta in obdobja zgodnjih dinastij Egipta
- Marmor Parium, najzgodnejša znana grška kronološka tabela
- meroslovni relief, ki prikazuje starogrško merilo
- slavnostni plašč vodje Powhatana
- laterna, ki jo je v smodniški zaroti leta 1605 nosil zarotnik Guy Fawkes
- minojska zbirka Arthurja Evansa, največja zunaj Krete
- Narmerjev bojni kij in Škorpijonov bojni kij
- tablice iz Kiša
- abingdonski meč, anglosaški meč, najden pri Abingdonu južno od Oxforda
- dalboška najdba iz Trakije, osrednja Bolgarija
- skitske starine iz nimfeja na Krimu

## Galerija
- Walter Sickert, The Brighton Pierrots, 1915
- Alfredov zaklad
- Edward Burne-Jones, Music
- Paleta z dvema psoma iz Hierakonpolisa
- Messiah Stradivarius, Stradivarijeva violina
- Edouard Manet, Portret gospodične Claus
- Narmerjev bojni kij
- Rafael, Študija glav dveh apostolov in njunih rok
- Paolo Uccello, Lov v gozdu
- Kip Sobka, krokodiljega boga, iz templja Amenemhata III.
- Frederic Leighton, 1. baron Leightonski, Akme in Septimius
- Peter Paul Rubens, Germanikova apoteoza, kopija po antični kameji, naslikana leta 1626
- Sir John Everett Millais, Vrnitev golobice
- Grška tragična maska, datirana v 1. stoletje pr. n. št. ali 1. stoletje n. št.
- Gospa, ki poje, gvaš, naslikan z zlatom na papir, 1740–45, Radžastan, neznan umetnik
- Camille Pissarro, Jeanne s pahljačo, olje na platnu, okoli 1874
- Michelangelo, Sveta družina s svetim Janezom Krstnikom, čopič in rjava senca na tabli
- Nagrobnik, doktor Claudius Agathemerus in njegova žena Myrtale, iz Rima, okoli leta 100
- Posmrtna maska Oliverja Cromwella
- John Everett Millais, Portret Johna Ruskina
- Plašč vodje Powhatana
- Abingdonski meč
- Oznanjenje, pripisano Paolu Uccellu
- Vincent van Gogh, Restaurant de la Sirène, Asnières
- Auguste Renoir, Vrt na Montmartru
- Hans Holbein mlajši, Mlada Angležinja, študija oblačila
- Avtoportret Samuela Palmerja
- Kovanec Domicijana II.
- Portret egipčanske mumije
- Bernardino Pintoricchio, Marija in otrok
- Maharadža Bakhat Singh iz Nagaurja, okoli 1735
- Zgodnja bronasta doba –  kikladska umetnost –  kipec, 2800–2300 pr. n. št.
- Tablica iz Kiša

## Kultura

### Stripi
- 21. knjiga belgijske stripovske serije Blake in Mortimer z naslovom The Oath of the Five Lords govori o vrsti vlomov v Ashmolov muzej in njihovi povezavi s Thomasom Edwardom Lawrenceom

### Oder
- Muzikal Kje je Charley, (1948), napisal ga je Frank Loesser na podlagi igre Charleyjeva teta, vključuje pesem The New Ashmolean Marching Society and Students' Conservatory Band.

### Televizija
- Alfredov dragulj je bil navdih za epizodo serije Inšpektor Morse – The Wolvercote Tongue (1988), v kateri je bila uporabljena notranjost muzeja. [14]
- Ashmolov muzej je kot kulisa viden v več epizodah serije Lewis, zlasti v epizodi Point of Vanishing, v kateri je slika Hunt in the Forest (iz okoli 1470) ključna; preden rešijo primer, obiščejo sliko v muzeju in umetnostni strokovnjak jih pouči o njenih značilnostih.